# Amsterdamse Joffers

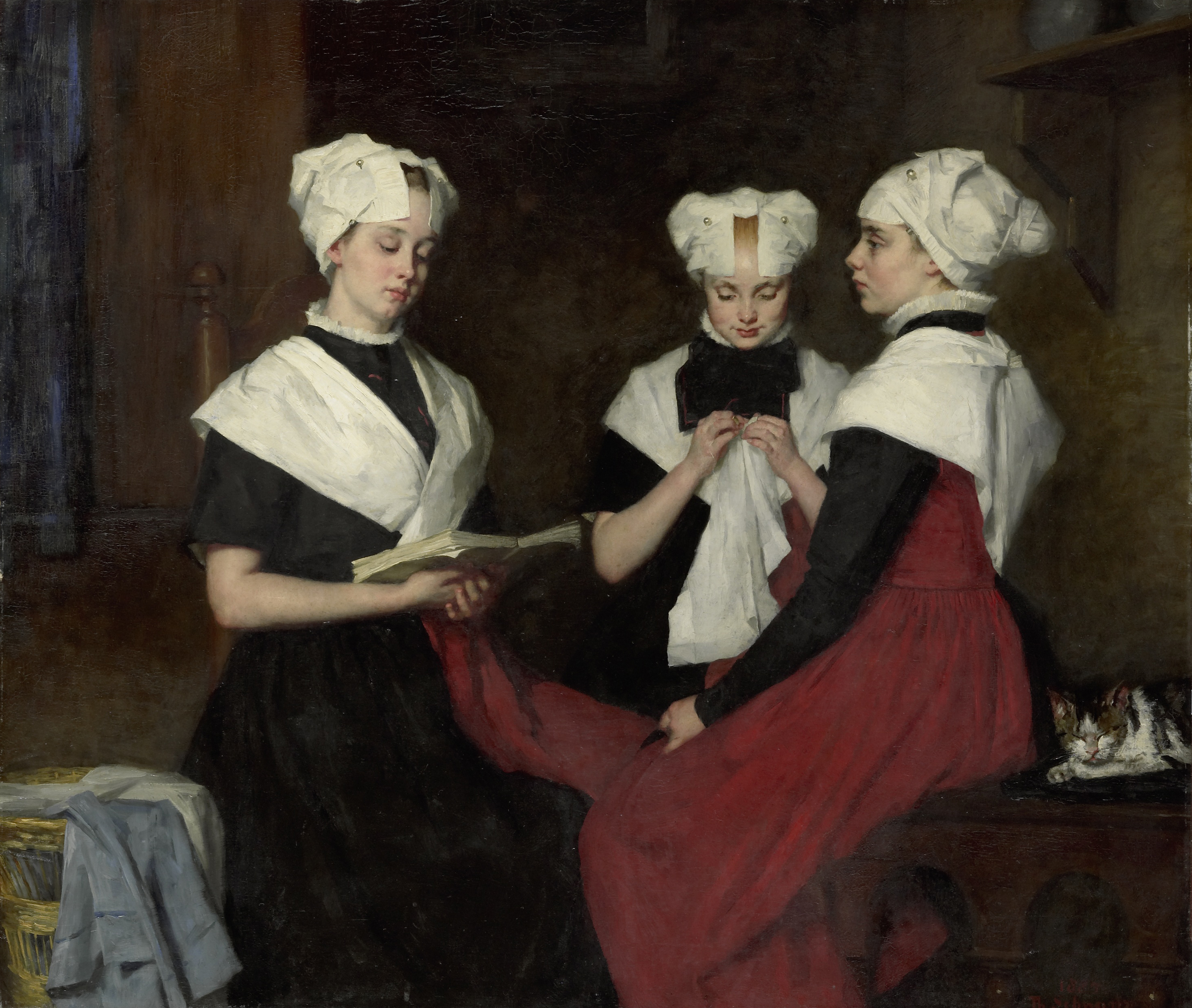
Thérèse Schwartze (1885): Tres niñas del orfanato en Amsterdam - Rijksmuseum de Ámsterdam.

Las Amsterdamse Joffers fue un grupo de mujeres artistas de Ámsterdam en el último cuarto del siglo XIX, que se reunían semanalmente para pintar y mostrar juntas sus obras. Eran conocidos por su estilo que seguía el ejemplo de los impresionistas de Ámsterdam,  todas eran miembros de las sociedades artísticas de Ámsterdam Arti et Amicitiae y Sint Lucas y la mayoría siguió las lecciones del profesor August Allebé de la Rijksakademie van beeldende kunsten de Ámsterdam. 

## Historia

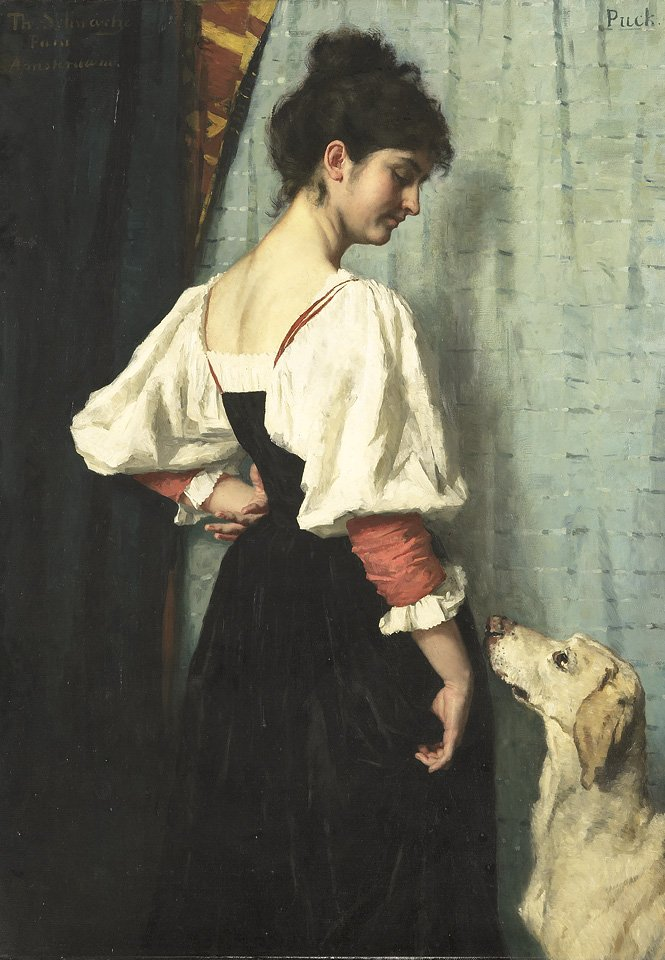
Thérèse Schwartze (después de 1879): Joven italiana con su perro Puck - Rijksmuseum Ámsterdam.

A finales del siglo XIX y principios del siglo XX en Ámsterdam, un grupo de mujeres jóvenes se había unido para fundar un círculo. Su objetivo era perseguir la pintura como una forma de arte. Procedían de familias ricas y, por lo tanto, no estaban obligadas a luchar para conseguir sus medios de subsistencia. Casi todas habían estudiado en la Rijksakademie van beeldende kunsten de Ámsterdam. Una excepción fue Sue Robertson, quien estudió en el Politécnico en Delft y recibió lecciones privadas de dibujo. Lizzy Ansingh había recibido clases privadas además de las lecciones con August Allebé, Nicolaas van der Waay y Carel Dake. Nelly Bodenheim fue una ilustradora y, por lo tanto, no fue una pintora en el sentido de este movimiento artístico. Coba Ritsema recibió inicialmente su educación en la Escuela de Arte de Haarlem y luego en la Rijksakademie van beeldende kunsten Amsterdam, allí estaba en un grupo de mujeres. Recibió las enseñanzas de August Allebé, Nicolaas van der Waay y también de Carel Dake y la educación secundaria de Thérèse Schwartze, Jacob Ritsema (su hermano), Carel Lodewijk Dake, George Hendrik Breitner y Fredik Theodorus Grabjin. Algunos de sus discípulos fueron Coba Suri, Jan van den Hengst, Tine Honey, Victoire Winix y Lize Duyvis. 
Este grupo llegó a formar un círculo ártístico. Tenían una reunión semanal en casa de Thérèse Schwartze. El tema era el intercambio de experiencias de sus trabajos como artistas.
Sue Robertson, Jacoba Surie, Johanna Elisabeth Westendorp-Osieck y Coba Ritsema fueron miembros de Arti et Amicitiae y Pulchri Studio. 
En 1912, este movimiento recibió el nombre de Amsterdamse Joffers por el crítico de arte Albert Plasschaert. Esta palabra fue usada en un artículo periodístico. 

## Estilo y trabajo
Históricamente, las Amsterdamse Joffers están asignadas a los impresionistas y a la era del impresionismo tardío holandés. En sus pinturas predominaba la naturaleza muerta y el retrato. A pequeña escala también adoptaron el género. 

## Premios y exposiciones.
En 1910, Coba Ritsema ganó la medalla de bronce en la exposición internacional en Bruselas. Entre 1912 y 1923 ganó la medalla de plata de la ciudad de Ámsterdam, y en 1918 la Reina Wilhelmina le entregó la Medalla Real. 
En 1906, Lizzy Ansingh y en 1910 Elsa van Doesburg ganaron el Willink van Collenprijs de la asociación artística Arti et Amicitiae Ámsterdam.

## Comparación internacional

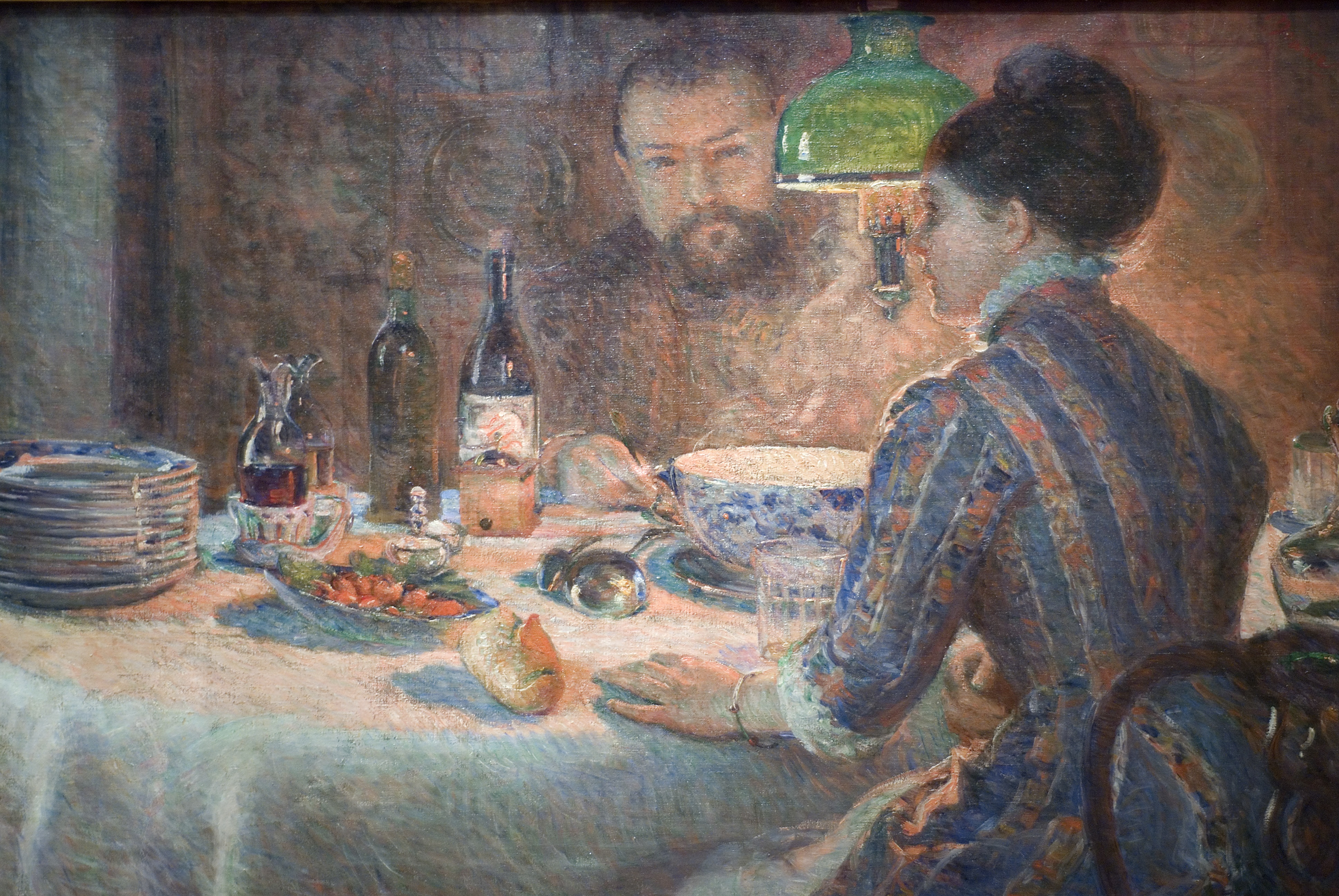
Marie Bracquemond (1887): Bajo la lámpara: Sisley y su esposa cenan en los Braquements en Sèvres, colección privada.

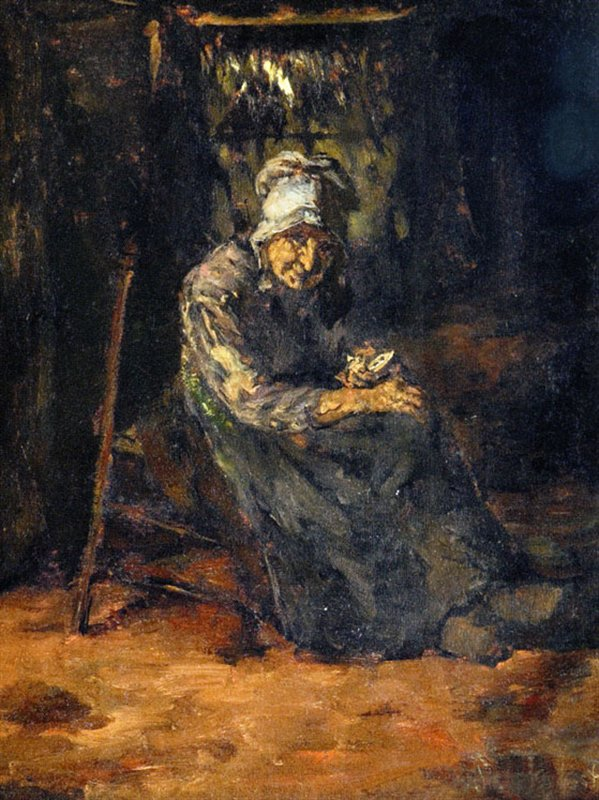
Suze Robertson (1883): La lectora de tarjetas, Museo de Breda.

En Francia, el país de origen del impresionismo, hay cuatro mujeres pintoras. Estas son: Marie Bracquemond (1840-1916), Mary Cassatt (1845-1926), Eva Gonzalès (1847-1893) y Berthe Morisot (1841-1895). Característica de sus pinturas es la paleta de colores poderosos y llenos de luz con motivos vivos. Esto se completa con la iluminación típica del impresionismo. 
Al comparar a estas cuatro pintoras con la corriente femenina del impresionismo holandés, hay varias diferencias. Las mujeres holandesas vivieron en una época más tardía, por lo que pudieron haber tomado el trabajo de las mujeres francesas solo como modelo. La paleta de colores holandesa es más representativa de la severidad de los colores más oscuros de la 1ª generación y parte de la paleta más vívida de la 2ª generación de la Escuela de La Haya.  Las mujeres francesas habían elegido el género, la pintura paisajística (litoral, puerto y campo con vistas a la ciudad), la naturaleza muerta y el retrato. Las mujeres holandesas, por otra parte, eligieron casi exclusivamente la naturaleza muerta y el retrato. La naturaleza muerta de las francesas está marcada por una gran facilidad. Las mujeres holandesas no son así, existe una melancolía opresiva y oscura en la pintura.   

## Miembros del círculo
- Lizzy Ansingh (1875–1959)
- Jo Bauer-Stumpff (1873–1951)
- nl: Ans van den Berg (1873–1942)
- Nelly Bodenheim (1874–1951)

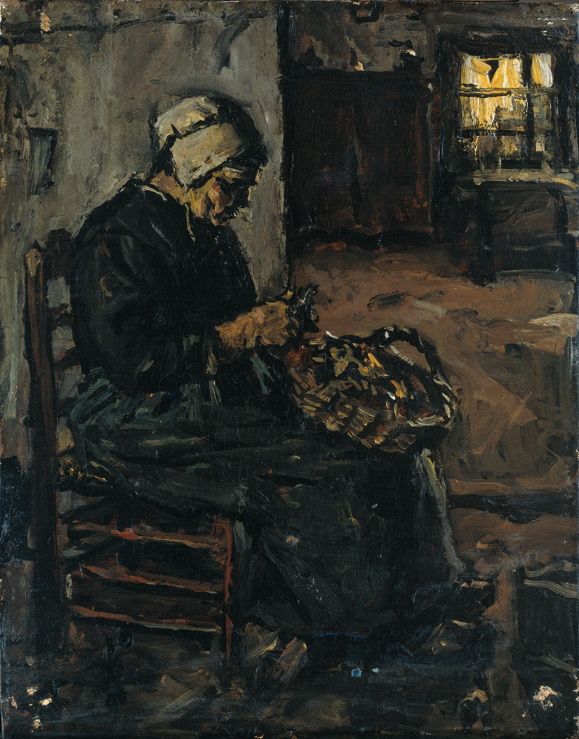
Suze Robertson (antes de 1922): Mujer campesina pelando patatas - colección privada

- nl: Marie van Regteren Altena (1868–1958)
- Jacoba Johanna (Coba) Ritsema (1876–1961)
- Suze Bisschop-Robertson (1855–1922)
- Teresa Schwartze (1851–1918)
- Jacoba Surie (1879–1970)
- Johanna Elisabeth (Betsy) Westendorp-Osieck (1880–1968)

## No son muy conocidas
- Elsa van Doesenburg (1875–1957)
- Josepha Johanna Julia Marie Tepe (1884–1962)
- Marie Waldscheer (1855-1936)

## Algunas obras seleccionadas

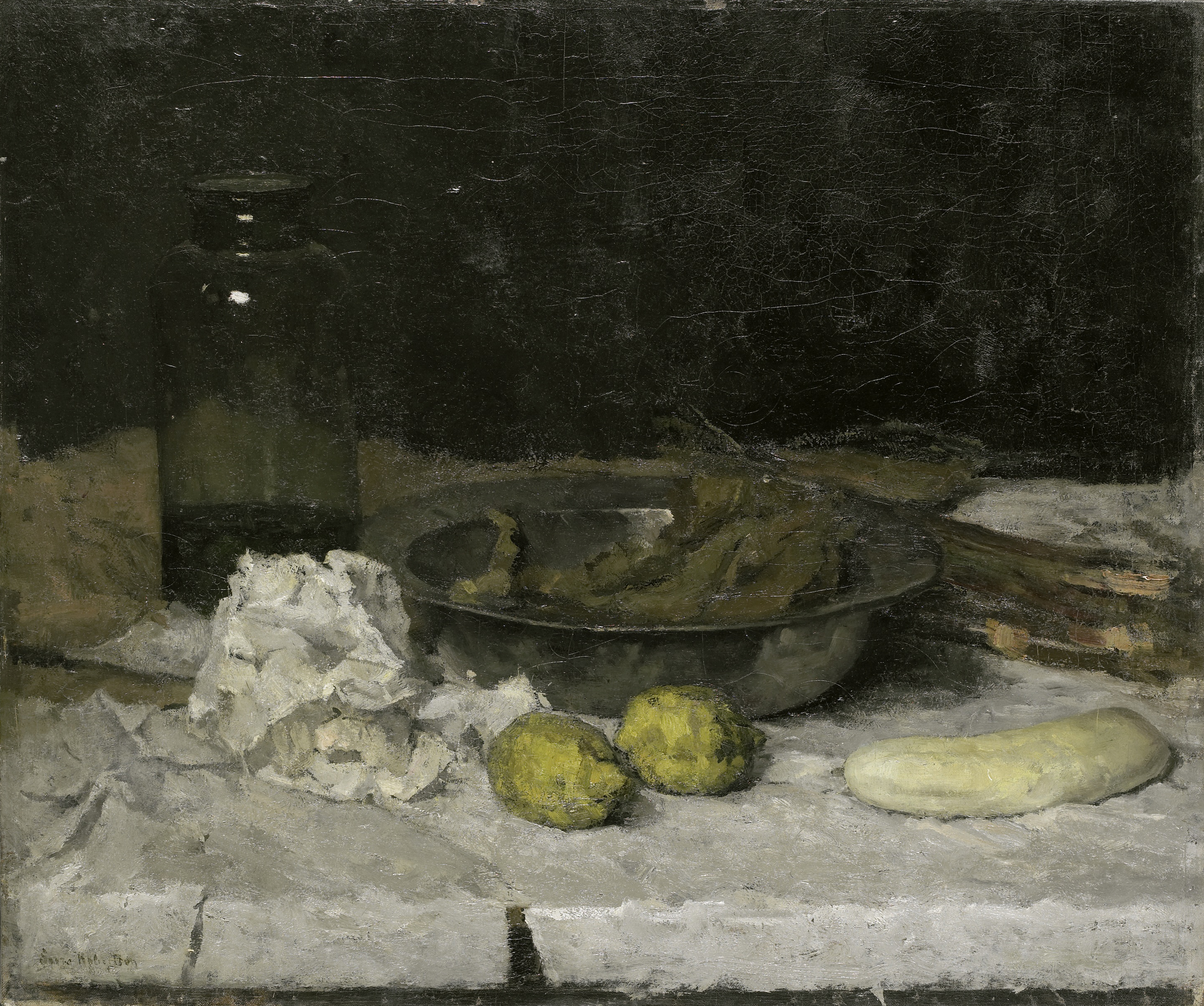
Suze Robertson (antes de 1922): Bodegón con plato y botella de peltre - Rijsmuseum de Ámsterdam.

- Lizzy Ansingh: La fuente de la vida, 124,5 × 174   cm, óleo
- Ans van den Berg: Azaleas blancas y rojas, 76 × 65   cm, óleo
- Jacobe Surie: Piscis, 50 × 70,2   cm, óleo sobre lienzo
- Betsy Westendorp: Naturaleza muerta con tiestos de vidrio, 25,0 × 19,4   cm, óleo sobre lienzo
- Jo Bauer-Stumpf: Bodegón con anémonas, 56,9 × 48   cm, óleo sobre lienzo
- Coba Ritsema: Chica en un estudio, 32,4 × 46,5   cm, óleo sobre lienzo
- Johanna Elisabeth Westendorp-Osieck: Naturaleza muerta con cáncer, 23,6 × 24,5   cm, óleo sobre lienzo
- Marie van Regteren Altena: Taller con modelo 51,2 × 76,8   cm, óleo sobre lienzo
- Ans van den Berg: Bodegón con crisantemo, 40,8 × 76,8   cm, óleo
- Nelly Bodenheim: ilustraciones de carteles a mano.
- Suze Bisschop-Robertson: Niña dormida al sol, óleo
- Thérèse Schwartze: Retrato de Lizzy Ansingh, 40,4 × 49,4   cm, óleo

## Guía de museos de las Amsterdamse Joffers

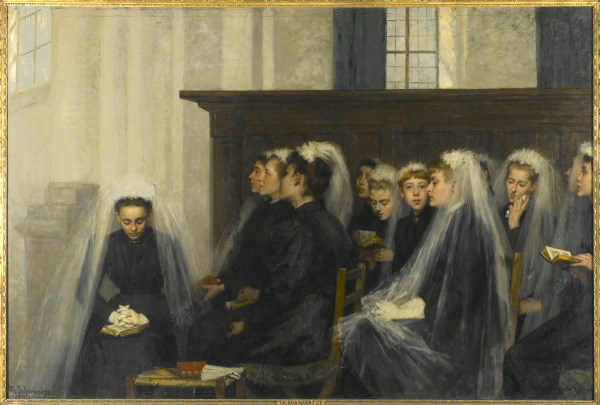
Thérèse Schwartze (1894): Iniciados luteranos - Stedelijk Museum of Ámsterdam).

- Museo Breda, Breda
- Museo Dordrechts, Dordrecht
- Gemeentmuseum, Den Haag
- Musée du Jeu de Paume, París
- Museo Boijmans, Róterdam
- Rijksmuseum, Ámsterdam
- Museo Stedelijk, Ámsterdam
- Van Abbemuseum, Eindhoven
- Zentralmuseum, Utrecht

## Exposiciones
- 1903 Stedelijke internationale tentoonstelling van kunstwerken van levende meesters, Stedelijk Museum, Ámsterdam.
- 1905 Thérèse Schwartze representada en la exposición de obras de arte de las colecciones privadas de Wiesbaden y Biebrich[8]
- 1905 Lizzy Ansingh, Jacoba Ritsema y Marie van Regteren Altena en la colección de "Arti et Amicitiae" y "Pulchri Studio" - Kunstverein en Hamburgo zu Hamburg[9]
- 1907 Stedelijke internationale tentoonstelling van kunstwerken van levende meesters, Stedelijk Museum, Ámsterdam.
- 1912 Stedelijke internationale tentoonstelling van kunstwerken van levende meesters, Stedelijk Museum, Ámsterdam.
- Exposición de 1913: Mujeres de 1813 a 1913 - Stedelijk Museum Ámsterdam
- 1955 Suze Robertson - Rijksmuseum Ámsterdam
- 1984 Suze Robertson - Stedelijk Museum Ámsterdam
- 1991 Lizzy Ansingh en una exposición conjunta en Ámsterdam.
- 1991 Nelly Bodenheim - Museo Histórico de Ámsterdam
- 2003/2004 Suze Robertson - Museo Rijswijk
- 2005/2006 Lizzy Ansingh - Museo Arnhem
- 2008/2009 Suze Robertson - Museo Kempenland